# Antonio Salieri
Antonio Salieri (Legnago, 18 de agosto de 1750 – Viena, 7 de maio de 1825) foi um compositor operístico italiano. Foi compositor oficial da corte de José II, Arquiduque da Áustria. Sua música foi bastante conhecida na sua época. As lendas a respeito do seu relacionamento com Wolfgang Amadeus Mozart, com quem conviveu em Viena até a morte deste, foram criadas pela peças de teatro de Alexander Pushkin e de Peter Shaffer, sendo esta adaptada para o cinema, sob direção de Milos Forman, com o título Amadeus. O filme, vencedor de oito Óscares, em 1984, retrata um Salieri invejoso do gênio de Mozart, ao mesmo tempo admirador e que possui um bom talento musical. Tal imagem é resultante da liberdade ficcional dos realizadores, não correspondendo à figura histórica do compositor.

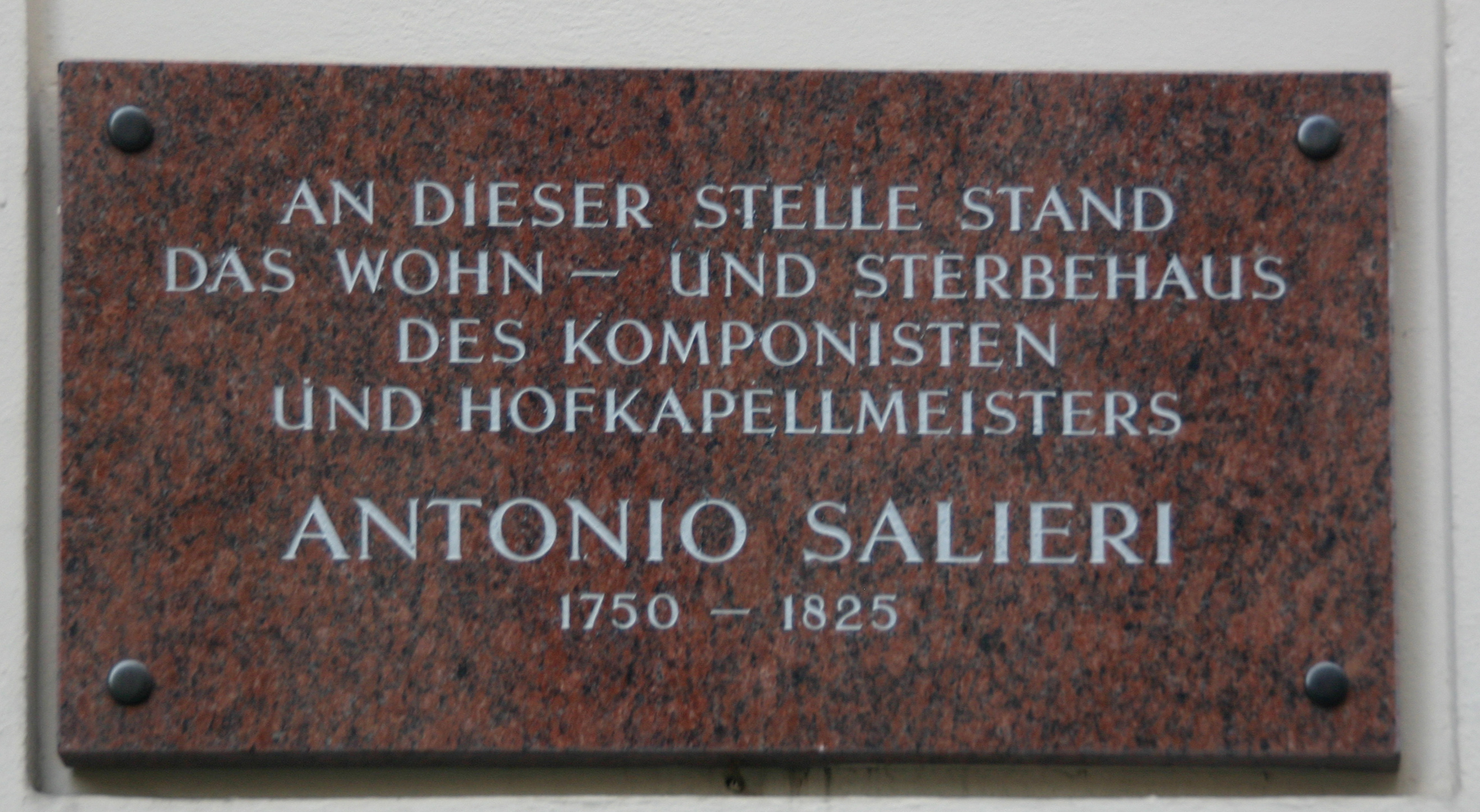
Placa comemorativa de Antonio Salieri em Viena

## Biografia
Criado no seio de uma família próspera de comerciantes, Salieri estudou cravo e espineta com seu irmão Francesco, que era aluno de Giuseppe Tartini. Após a morte prematura de seus pais, mudou-se para Pádua, e a seguir para Veneza, onde estudou com Giovanni Battista Pescetti. Nesta cidade conheceu Florian Leopold Gassmann em 1766, que o convidou a servir na corte de Viena, onde o instruiu em composição baseada na obra de Johann Joseph Fux, Gradus ad Parnassum. Permaneceu em Viena até ao fim da sua vida. Em 1774, após a morte de Gassmann, Salieri foi nomeado Compositor da Corte pelo Imperador José II. Conheceu a sua esposa, Therese von Helfersdorfer, em 1774. (Desta união nasceriam oito filhos). Salieri tornou-se Maestro da Orquestra Imperial (Imperiales Königliches Kapellmeister) em 1788, cargo que manteve até 1824. Foi presidente do "Tonkünstler-Societät" (sociedade dos artistas musicais) de 1788 a 1795, vice-presidente após 1795, e responsável pelos seus concertos até 1818.
Alcançou uma elevada posição social, sendo frequentemente associado com outros celebrizados compositores, como Joseph Haydn ou Louis Spohr. Desempenhou um papel importante na música clássica do século XIX e ensinou compositores famosos como Ludwig Van Beethoven, Carl Czerny, Johann Nepomuk Hummel, Franz Liszt, Giacomo Meyerbeer, Ignaz Moscheles, Franz Schubert e Franz Xaver Süssmayr. Ensinou também ao filho mais novo de Mozart, Franz Xaver. Salieri foi enterrado no Matzleinsdorfer Friedhof (os seus restos mortais foram transferidos mais tarde para o Cemitério Central de Viena), Áustria. No seu serviço fúnebre, o seu próprio réquiem em dó menor – composto em 1804 – foi executado pela primeira vez.

## A alegada rivalidade com Mozart
A música de Salieri e Mozart, do ponto de vista técnico-composicional, possui características muito semelhantes. Em alguns casos, nem mesmo um ouvido experiente seria capaz de distinguir com certeza a música do italiano da do salzburguês. Na altura, pesava certamente a vontade de potenciar os teatros musicais nacionais, ainda fortemente influenciados pela música italiana (a presença de Salieri na corte era a confirmação da persistência desta autoridade), necessidade fortemente sentida, também ligada à vontade de afirmar a soberania dos tribunais locais.
Em 1783, Mozart nutria suspeitas de Salieri, de acordo com uma carta de 2 de julho a seu pai Leopold. O historiador Alexander Wheelock Thayer levanta a hipótese de que tais suspeitas podem ter sido determinadas por um episódio ocorrido cerca de dez anos antes, quando Salieri foi preferido a ele no papel de professor de música da princesa de Württemberg. No ano seguinte, Mozart nem foi nomeado professor de piano da princesa.
Em 1786, a primeira representação do Casamento de Fígaro registrou a opinião negativa tanto do público quanto do imperador; o compositor acusou Salieri do fracasso, culpado de ter boicotado sua execução ("Salieri e seus acólitos moveriam céus e terra para fazê-lo cair", comentou o pai de Mozart, Leopold, referindo-se ao fracasso de seu filho naquela ocasião). Deve-se notar, no entanto, que naquela época Salieri estava ocupado encenando sua ópera Les Horaces, e é improvável que ele pudesse ter planejado e manobrado tudo da França, onde estava.
Muito mais provavelmente, ainda segundo Thayer, pode ter sido o poeta Giovanni Battista Casti, rival do poeta da corte Lorenzo Da Ponte, autor do libreto de Figaro, quem instigou Mozart contra Salieri. Uma confirmação indireta do quanto a diatribe de Mozart-Salieri pode ter sido encenada artisticamente vem do fato de que, quando Salieri foi chamado ao cargo de Kapellmeister em 1788, ao invés de propor sua própria obra para a ocasião, ele preferiu se encarregar da encenação uma reedição do mesmo nozze di Figaro.

## A Lenda do Envenenamento
A lenda segundo a qual Mozart foi envenenado por Salieri, embora infundada, inspirou vários artistas ao longo dos séculos.
Em 1830, o poeta e escritor russo Aleksandr Sergeevič Pushkin escreveu Mozart e Salieri (anteriormente intitulado Envy), um drama muito curto em verso que fazia parte de Malenkie tragedii (Маленькие трагедии, Pequenas tragédias), em que Salieri, destruído pela consciência alcançada de não possuir o gênio cristalino de Mozart, mata este envenenando-o. Em 1979, a televisão soviética fez um filme para a TV intitulado Little Tragedies, dirigido por Mikhail Shveitser. O papel de Salieri foi interpretado por Innokenty Mikhailovich Smoktunovsky. Foi dito sobre o trabalho de Pushkin: "Se Salieri não matou Mozart, Pushkin certamente matou Salieri".
Em 1898, a ópera Mozart e Salieri do compositor russo Nikolai Andreevich Rimsky-Korsakov estreou no Teatro Solodovnikov em Moscou. A música é inspirada e dedicada ao compositor Aleksandr Sergeevič Dargomyžskij, enquanto o libreto é retirado, com alguns pequenos cortes, da pequena tragédia de Pushkin; a obra é dividida em apenas duas cenas. Na noite da estreia, as variações da música de Mozart foram executadas por Sergei Vasilyevich Rachmaninov.
Uma adaptação posterior da história de Mozart data de 1978: de fato, com Amadeus, o dramaturgo Peter Shaffer conquistou os teatros de Londres. A história se baseia no trabalho de Pushkin e amplia seu escopo. A inveja de Salieri permanece e o Réquiem encomendado por um homem vestido de preto (salieri mascarado), mas tudo se aprofunda e, sobretudo, a narração é feita pelo próprio Salieri. O texto sofre diversas alterações, até a versão definitiva de 1981.
Em 1984, o drama de Shaffer foi levado ao cinema por Miloš Forman com Amadeus, onde, porém, os lados negativos do personagem de Salieri foram amenizados. Embora algumas cenas "fortes" tenham sido restauradas na versão remasterizada de 2002 do filme, o Salieri cinematográfico (interpretado por F. Murray Abraham) é decididamente menos negativo do que o drama de Shaffer.

## Lista dos alunos mais conhecidos de Salieri
- Ignaz Assmayer
- Marianne Auenbrugger
- Ludwig van Beethoven
- Carl Blum
- Antonio Casimir Cartellieri
- Caterina Cavalieri
- Luigi Cherubini
- Elise Czabon
- Carl Czerny
- Karl von Doblhoff-Dier
- Joseph Leopold Edler von Eybler
- Johann Gänsbacher
- Amalie Haehnel
- Anton Haizinger
- Ferdinand Louis Joseph Hérold
- Johann Nepomuk Hummel
- Anselm Hüttenbrenner
- Jan Antonín Koželuh
- Franz Liszt
- Giacomo Meyerbeer
- Anna Milder-Hauptmann
- Ignaz Moscheles
- Franz Xaver Wolfgang Mozart
- Auguste Mathieu Panseron
- Maria Theresia Paradis
- Benedict Randhartinger
- Anton Reicha
- Carl Gottlieb Reißiger
- Girolamo Salieri
- Leopold Schefer
- Louis Schlösser
- Franz Schubert
- Simon Sechter
- Joseph Seipelt
- Joseph Hartmann Stuntz
- Franz Süssmayr
- Franz Tausch
- Ignaz Umlauf
- Caroline Unger
- Betty Vio
- Johann Michael Vogl
- Joseph Weigl
- Franz Wild
- Peter von Winter